# РАТАН-600
РАТАН-600 (радіоастрономічний телескоп академії наук) — найбільший у світі радіотелескоп з рефлекторним дзеркалом діаметром близько 600 м. Належить Спеціальнії астрофізичнії обсерваторії Російської академії наук. Основними перевагами телескопа є висока чутливість за яскравісною температурою і багаточастотність.
Радіотелескоп розташований на Північному Кавказі у Карачаєво-Черкесії (Росія), недалеко від станиці Зеленчуцька, на висоті 970 м над рівнем моря, за 4,5 км на південь від нього розташований повноповоротний радіотелескоп РТФ-32 радіоастрономічної обсерваторії «Зеленчуцька» (ІПА РАН).
Керівник — заступник директора САО РАН академік Юрій Миколайович Парійський.

## Історія
Ідея використання антен змінного профілю для радіоастрономії була запропонована професором Семеном Еммануїловичем Хайкіним і доктором фізико-математичних наук Наумом Левовичем Кайдановським. Ця ідея була реалізована спочатку на великому пулковському радіотелескопі, де вона показала свою високу ефективність. Вдалий досвід експлуатації дозволив перейти до спорудження великого радіотелескопа РАТАН-600.
Проектне завдання на спорудження радіотелескопа було розроблено Головною астрономічною обсерваторією Академії наук СРСР. Даний проект був затверджений 18 серпня 1965 року розпорядженням Президії Академії наук СРСР за № 53-1366. На підставі цього розпорядження 6 жовтня 1965 року відведено майданчик під будівництво на рівнині, між річками Великий Зеленчук і Хуса-Кардоницька, поблизу станиці Зеленчуцької.
1966 року Рада міністрів СРСР прийняла «Постанову про спорудження великого радіотелескопа для Академії наук СРСР».
У березні 1968 року було затверджено технічне завдання на будівництво радіотелескопа. Влітку цього ж року почалися будівельні роботи на південній околиці станиці Зеленчуцької.
1969 року радіотелескоп, що ще будувався, був включений до складу Спеціальної астрофізичної лабораторії.
У вересні 1970 року — створена робоча група для підготовки експлуатаційних кадрів, контролю за будівництвом, організації науково-дослідних робіт.
1973 року була завершена перша частина радіотелескопа: північний сектор кругового відбивача, опромінювач № 1, лабораторний корпус та інші допоміжні споруди. У січні 1974 року ця частина була прийнята до пусконалагоджувальних робіт і підготовки до пробних спостережень. Для цього був створений Відділ радіоастрономічних спостережень, керівником призначений Юрій Миколайович Парійський.
Перші спостереження відбулися 12 липня 1974 року, було прийнято випромінювання від радіоджерела PKS 0521-36 на хвилі 3,9 см.
1975 року були розпочаті регулярні спостереження. Їх тематика кожен рік затверджувалася Програмним комітетом РАТАН-600 під головуванням Миколи Семеновича Кардашова.
У грудні 1976 року було завершено будівництво, а також введено в експлуатацію інші частини радіотелескопа: західний, східний та південний сектора, плоский відбивач.
1978 року відбулося нагородження групи працівників Спеціальної астрофізичної лабораторії, яка займалася проектуванням та спорудженням радіотелескопа орденами і медалями СРСР.
Згідно із заявою Директора Департаменту науки і технологій Міністерства освіти і науки Російської Федерації Сергія Саліхова, що він зробив у липні 2015 року, телескоп збирались оновити протягом двох років.

## Призначення
Телескоп дозволяє проводити дослідження як близьких об'єктів: Сонця, сонячного вітру, планет і супутників, так і вкрай віддалених: радіогалактик, квазарів, космічного мікрохвильового фону.
При створенні телескопа ставилися наступні основні цілі:
- виявлення великого числа космічних джерел радіовипромінювання, ототожнення їх з космічними об'єктами;
- вивчення радіовипромінювання зірок;
- дослідження тіл Сонячної системи;
- дослідження областей підвищеного радіовипромінювання на Сонці, їх будови, магнітних полів;
- виявлення штучних сигналів неземного походження.

Серед основних переваг радіотелескопа можна виділити:
- багаточастотность (0,6 до 35 ГГц);
- велике безаберраційне поле;
- висока роздільна здатність і висока чутливість за яскравісною температурою[11].

Радіотелескоп працює в режимі загального користування, час спостереження розподіляється програмним комітетом. Половина часу спостережень виділяється вченим різних інститутів Росії, 30 % — вченим САО, решта 20 % — іноземним астрономам. Кількість заявок на час спостережень в середньому втричі перевищує можливості.

## Принцип роботи
Робота в сантиметровому діапазоні хвиль вимагає дзеркального телескопа; розміри дзеркала визначаються виходячи з необхідної роздільної здатності. При використанні традиційного параболічного дзеркала, для отримання високої роздільної здатності потрібен телескоп діаметром від сотень метрів і більше. Вартість такого дзеркала виходить дуже високою через велике число конструкцій, що його підтримують.
Для зниження вартості, необхідно розташувати дзеркало поряд із землею і, по-можливості, зробити конструкцію не дуже високою. Це приводить до ідеї дзеркала, набраного з вертикальних смужок, зведених уздовж деякої кривої на поверхні землі. Так як приймальний рупор також краще розташувати на поверхні землі, то форма кривої повинна бути утворена перетином уявного параболоїда, спрямованого на спостережуване джерело горизонтальною площиною, що проходить через фокус. Складність полягає в тому, що переріз виявляється різними в залежності від висоти джерела над горизонтом. Якщо параболоїд направлений в зеніт, то перетин виходить круговим, якщо на горизонт, то параболічним. Проміжні положення призводять до еліптичних перерізів.
Розрахунки показали, що необхідне зміщення елементів дзеркала при переналагодженні на різні джерела виявляється не дуже великим, що і дозволило обійтися відносно невеликими недорогими механізмами.
Першим радіотелескопом, що мав таку конструкцію, був Великий пулковський радіотелескоп. У ньому управління відбивачем здійснювалося в ручному режимі. Побудований пізніше РАТАН-600 на початку своєї роботи управлявся в напівавтоматичному режимі, а пізніше був переведений в повністю автоматичний режим.
Ще одним недоліком конструкції є діаграма спрямованості у вигляді ножа, замість олівцеподібної від звичайного параболічного дзеркала. Це дозволяє з високою точністю вимірювати яскравість всередині вертикальних смужок джерела, але не дає розподіл всередині такої смужки. На щастя, джерела переміщуються у вертикальній площині, і за рахунок декількох вимірювань при різних азимутах можна обчислити детальний розподіл яскравості за відсутньої площини.

## Конструкція

Загальний план: 1 — кругової відбивач; 2 — плаский відбивач; 3 — радіальні залізничні колії; 4 — центральний поворотний круг; 5 — кільцеві рейки; 6 — будиночки з апаратурою керування (9 шт.); 7 — дві будівлі з апаратурою керування.

Основу телескопа складають два основних відбивача: круговий і плаский, а також п'ять рухомих кабін спостереження.

### Плаский відбивач
Плаский відбивач складається з 124 плоских елементів висотою 8,5 м і загальною довжиною 400 м. Елементи можуть обертатися відносно горизонтальної осі, розташованої поблизу рівня землі. Для проведення деяких вимірювань відбивач може бути прибраний суміщенням його поверхні з площиною землі. Відбивач використовується як перископичне дзеркало.
При роботі потік радіовипромінювання, що потрапив на плоский відбивач, прямує в бік південного сектора кругового відбивача. Відзеркалившись від кругового відбивача, радіохвиля фокусується на опромінювачі, який встановлюється на кільцевих рейках. Установкою опромінювача в задану позицію і перебудовою дзеркала можна направляти радіотелескоп в задану точку неба. Також можливий режим спостереження за джерелом, при якому опромінювач безперервно рухається, а також перебудовується дзеркало.

### Круговий відбивач

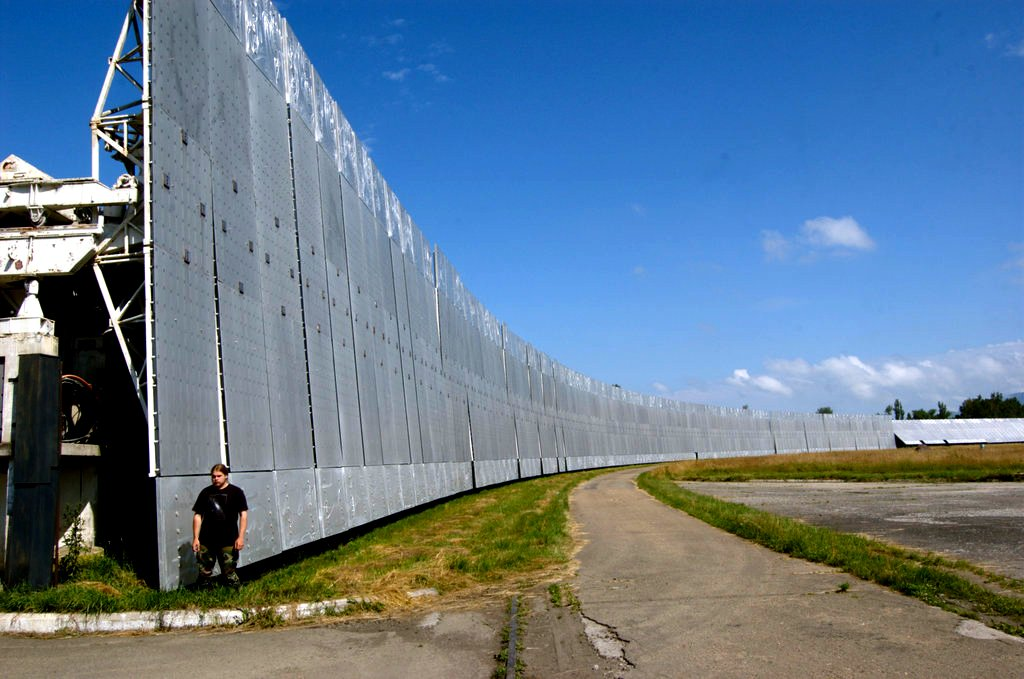
Елементи кругового відбивача

Найбільша частина радіотелескопа, яка складається з 895 прямокутних дзеркальних елементів розміром 11,4 на 2 м, розташованих по колу з діаметром 576 м. Центральна частина кожної панелі висотою 5 м має радіус кривизни 290 м і виконана з підвищеною точністю, що мають три ступеня свободи. Круговий відбивач розділений на 4 незалежних сектори, названих за частинами світу: північ, південь, захід, схід. Кожен сектор має площу 3000 м², загальна площа 4 х 3000=12000 м². Відзеркалюючі елементи кожного сектора виставляються по параболі, утворюючи відображає і фокусуючу смугу антени. У фокусі такої смуги розташовується спеціальний опромінювач.

### Дзеркальний відбивач
Наприкінці 1985 року встановлено додатковий дзеркальний відбивач-опромінювач, який дозволяє приймати випромінювання зі всього кільця кругового відбивача, але діапазон відмін прийнятих джерел обмежений зенітним відстанню ± 5°.

### Прийомні кабіни

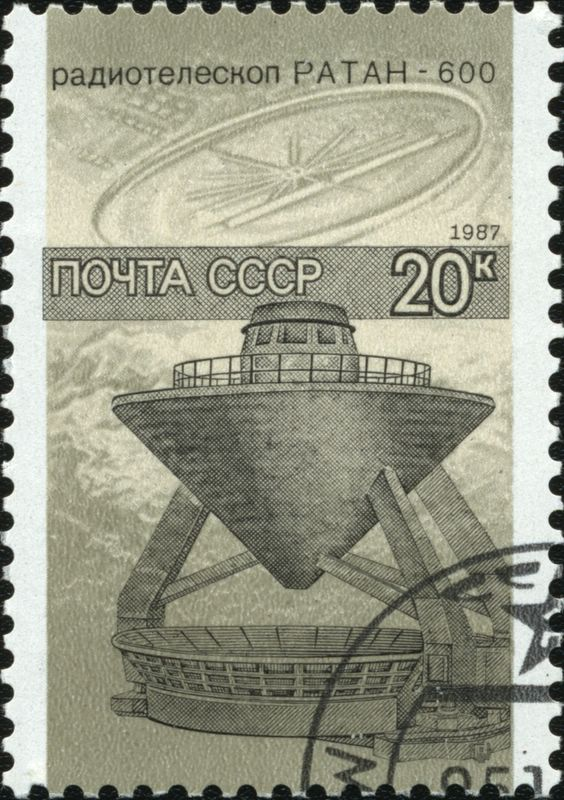
Поштова марка СРСР із зображенням вторинного дзеркала і опромінювача кабіни № 6

На телескопі побудовано 6 прийомних кабін, установлених на залізничних платформах. Платформи можуть переміщатися по одному з 12 радіальних шляхів, що забезпечує набір фіксованих азимутів з кроком 30°. Перестановка опромінювачів між рейками здійснюється за допомогою центрального поворотного круга. За станом на 1998 рік, для спостережень використовувалися тільки азимути 0°, 30°, 180° і 270°.

#### Кабіна №5
Вторинне дзеркало має більші розміри, ніж на кабінах 1-3, це було зроблено для забезпечення ефективної роботи із закрилками на круговому відбивачі радіотелескопа. Кабіна може рухатися як по радіальних, так і по дуговим шляхам. В останньому випадку можна реалізувати конфігурацію, коли вибраний об'єкт буде супроводжуватися тривалий час.

#### Кабіна №6
Основу становить конічне вторинне дзеркало, під яким розташований опромінювач. Введено в дію в 1985 році. Дозволяє приймати випромінювання зі всього кругового відбивача, при цьому реалізується максимальна роздільна здатність радіотелескопа. Проте в такому режимі можна спостерігати тільки радіоджерела, напрямки на які відхиляються від зеніту не більше ніж на ± 5°. З урахуванням широти місцевості виходить діапазон схилень 38-49°.
Саме цей опромінювач найчастіше фігурує на ілюстраціях, пов'язаних з телескопом.

## Технічні характеристики
Радіотелескоп має наступні технічні характеристики:
- Діаметр головного дзеркала: 576 м
- Число елементів антени: 895
- Розмір елемента: 11,4 × 2 м
- Геометрична площа антени: 12000 м²
- Ефективна площа всього кільця: 4 Х 3000 м²
- Робочий діапазон хвиль: 0,8-50 см
- Робочий діапазон частот: 610 — 35 000 МГц
- Максимальна роздільна здатність: 1,7
- Точність визначення координат: 1-10
- Межа за щільністю потоку: 0,500 мЯнських
- Межа за яскравісною температурою: 0,050 мК
- Час спостереження (Південь + Плаский відбивач): 1-3 години

## Див.також
- Спеціальна астрофізична обсерваторія РАН
- Радіоастрономічна обсерваторія «Зеленчуцька»
- Список астрономічних інструментів
- Астрономія в Росії